# Acidoxanthopius acidoxanthicidus
Acidoxanthopius acidoxanthicidus är en stekelart som först beskrevs av David Timmins Fullaway 1949. 
Acidoxanthopius acidoxanthicidus ingår i släktet Acidoxanthopius och familjen bracksteklar. Inga underarter finns listade i Catalogue of Life.